# Lipa pri Frankolovem
Lipa pri Frankolovem je razloženo naselje v Občini Vojnik, ki se razteza od spodnjega roba skoraj do vrha južnega pobočja Kislice (Špičasti vrh 994 m.n.m). V soteski potoka Tesnice se povezovalna cesta odcepi od lokalne ceste, ki povezuje Frankolovo in Stranice.

## Prebivalstvo
Etnična sestava 1991:
- Slovenci: 156 (96,3 %)
- Hrvati: 2 (1,2 %)
- Neznano: 4 (2,5 %)